# АК-230
АК-230 — советская корабельная 30 мм автоматическая спаренная артиллерийская установка с двумя орудиями НН-30.

## Тактико-технические характеристики
Характеристики пушки НН-30 (Нудельман, Неменов)
Револьверная с четырёхкаморным барабаном
Калибр, мм: 30 (30 × 210B мм)
Скорострельность, выстрелов в минуту: 2 × 1000
Характеристики артустановки: Общая масса АУ, кг: 1900
Максимальная дальность стрельбы, м: 4738
Расчёт установки, чел.: 2 человек

## Боеприпасы
| Патрон                  | ОФЗ         | БТ          |
| Индекс патрона          | ОФ-83Д      | БР-83       |
| Масса                   |             |             |
| Патрон                  | 1,13 кг     | 1,12 кг     |
| Снаряд                  | 0,354 кг    | 0,360 кг    |
| Масса ВВ                | 39 г A-IX-2 | -           |
| Масса порохового заряда | 190 г       | 190 г       |
| Давление в каморе       | 3100 кг/см2 | 3100 кг/см2 |
| Дульная скорость        | 1050 м/с    | 1050 м/с    |

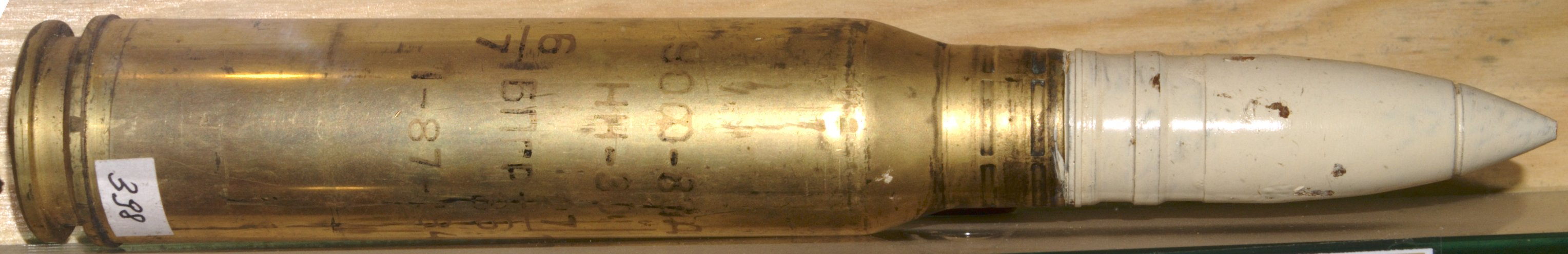
Учебный патрон к пушкам НН-30 (30 × 210 мм)

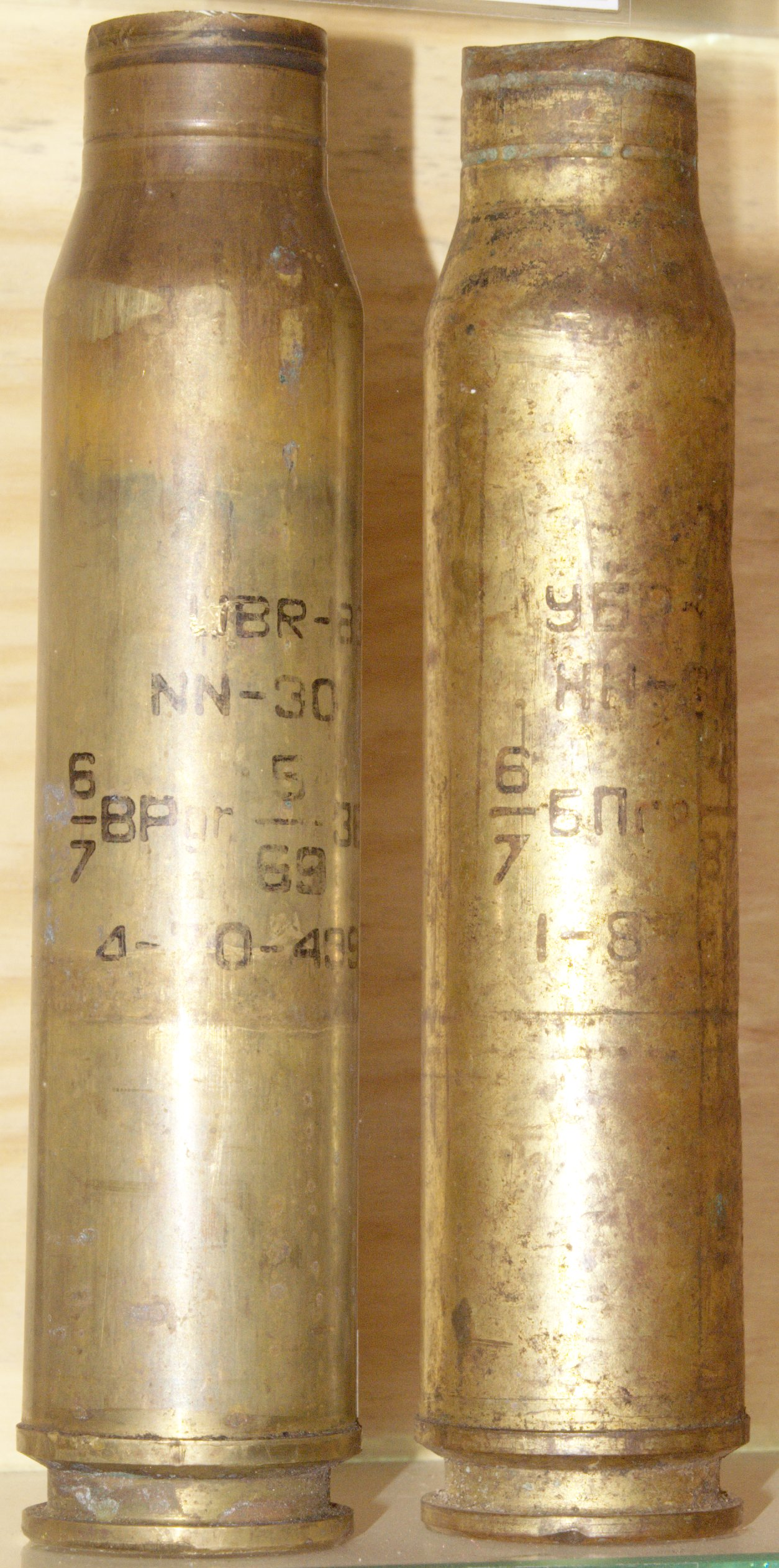
Гильзы патронов к пушкам НН-30 (30 × 210В мм). Литера B англ. Belted — с опорным буртиком — расположен над канавкой под экстрактор.

Патрон с электрокапсюльной втулкой, гильза латунная.
Патроны этого типа также производятся в КНР, Румынии, Сербии и Индии. Снаряд БТ на дальности 1000 м пробивает броню толщиной 20 мм.

## Основные пользователи АК-230
- СССР
  -  Россия
  - КНР — 30 мм двухствольная морская артустановка Тип 69. Масса установки 3600 кг с боекомплектом. Гильзы выбрасываются наружу из башни.
  - Сербия
  - ГДР

## Корабли, оснащённые АК-230
Данная артиллерийская установка устанавливалась практически на всех кораблях, строившиеся в годы её производства. В их число входят Крейсера проекта 68-бис, Эскадренные миноносцы проекта 57-бис, Большие противолодочные корабли проекта 61, Сторожевые корабли проекта 1159, на различные пограничные корабли, на ракетные и торпедные катера, тральщики и десантные корабли. Сейчас большинство кораблей с этой установкой списаны и утилизированы.